# Castro de Castelo Velho (Terena)
O Castro de Castelo Velho  é um povoado calcolítico da freguesia de Terena, concelho de Alandroal no Alentejo Central.

## História
Os primeiros assentamentos datam do Calcolítico. No final da Idade do Bronze, o local tornou-se um centro de intensas atividades metalúrgicas. 
Durante o período de colonização mourisca, o local foi ocupado por colonos muçulmanos.
Durante o século XX (década de 1990), Manuel Calado realizou as primeiras escavações arqueológicas na área para estudar o povoado.

## Arquitetura
O antigo castro situa-se numa zona rural isolada, delimitada pela ribeira de Lucefécit. O acesso ao local só é possível a partir do extremo oeste. Perto desse povoado encontra-se outro povoado designado "Castelo Velho 2", com características comuns, enquanto a 1500 m do local fica o Santuário de Endovélico em São Miguel da Mota. 
O povoado fortificado apresenta uma planta irregular, alterada em diferentes épocas. 

Em todo o seu perímetro existe uma encosta com vestígios visíveis de muros baixos,   estando as maiores estruturas localizadas  nas vertentes este e sul. Ao longo do flanco norte, encontra-se uma pequena galeria irregular relacionada com a provável exploração mineira ou possível espaço ritual. A galeria é conhecida como Casa da Moura, o que poderá ter um paralelo com os santuários etnográficos que existiram na região, como o Pego da Moura ou o Pego da Rocha da Moura (atribuídos a  locais semelhantes encantados pelos Mouros). 
A defesa do povoado era garantida pela sua localização numa posição elevada, protegida pelo rio e pelas suas margens inclinadas a leste e oeste.   A poente, encontra-se uma estrada estreita que permite o acesso ao local.   Perto desta encontra-se a entrada principal do povoado, uma plataforma de xisto, onde são visíveis cerâmicas, escórias de fundição e restos de estruturas que poderão corresponder a uma área de habitação marginal ligada a atividades metalúrgicas. 